# Östliche Karwendelspitze
Östliche Karwendelspitze är en bergstopp i Österrike, på gränsen till Tyskland.   Den ligger i distriktet Innsbruck-Land och förbundslandet Tyrolen, i den västra delen av landet, 400 km väster om huvudstaden Wien. Toppen på Östliche Karwendelspitze är 2 538 meter över havet, eller 741 meter över den omgivande terrängen. Bredden vid basen är 13,6 km.
Terrängen runt Östliche Karwendelspitze är bergig åt sydost, men åt nordväst är den kuperad. Närmaste större samhälle är Hall in Tirol, 19,3 km söder om Östliche Karwendelspitze. 
Trakten runt Östliche Karwendelspitze består i huvudsak av gräsmarker. Runt Östliche Karwendelspitze är det ganska tätbefolkat, med 166 invånare per kvadratkilometer.